# Kondenswassermoor

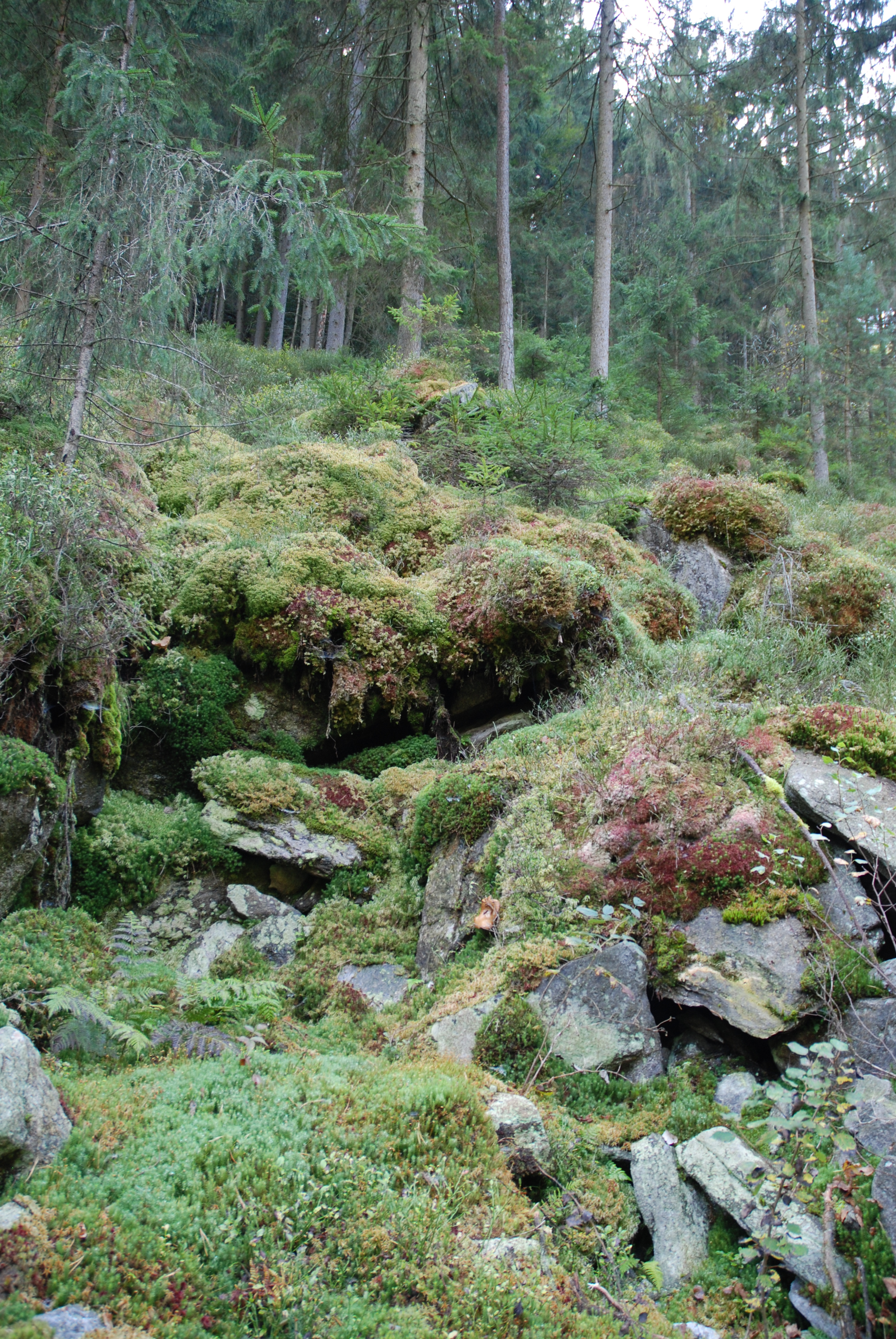
Vermoorte Blockhalde ("Kondenswassermoor") im Naturschutzgebiet Rannatal (n108), Neustift im Mühlkreis, Pfarrkirchen im Mühlkreis

Kondenswassermoore sind ein besonderer Moortyp, bei dem das Wasser nicht aus dem Boden oder aus Niederschlägen stammt, sondern aus kondensierter Luftfeuchtigkeit.

## Entstehung
Die Entstehung eines Kondenswassermoors setzt eine Blockhalde mit mehr als 33° Gefälle und einem großen Höhenunterschied voraus. Bei starker Sonneneinstrahlung kommt es hier zu einem Windröhreneffekt: Am Fuß der Halde erwärmt sich die Luft und steigt auf; die Luft im Inneren der Blockhalde ist vor der Sonneneinstrahlung geschützt und bleibt daher kühl. Sie fließt dadurch am unteren Ende der Halde aus Öffnungen im Boden heraus, wobei ein beträchtlicher Druck aufgebaut werden kann. Wenn die kühle Haldenluft ausströmt, dehnt sie sich an der Öffnung schlagartig aus und kühlt dadurch noch weiter ab. Durch Vermischung mit der Umgebungsluft wird die gesamte Umgebung der Ausströmöffnung abgekühlt. Kalte Luft hält weniger Feuchtigkeit als warme, somit kondensiert Luftfeuchtigkeit in der Umgebung der Öffnung. Im Inneren der Öffnung kann die Abkühlung sogar so stark sein, dass sich die Luftfeuchtigkeit als massiver Eisklotz niederschlägt. Die Ausströmöffnungen in einem Kondenswassermoor werden als Kaltluftlöcher bezeichnet.
Der Effekt der Abkühlung verstärkt sich selbst: Luft, die durch die Halde bergab strömt, führt zur Verdunstung von Bodenfeuchtigkeit; durch die Verdunstungskälte kühlt sie weiter ab, wird damit schwerer und fließt noch schneller. Dadurch baut sich am Haldenfuß ein noch größerer Druck auf, entsprechend stärker dehnt sich die – sowieso schon zusätzlich abgekühlte – Luft beim Ausströmen aus und bildet noch mehr Kondenswasser. Alle genannten Vorgänge sind jedoch nur bei sonnigem Wetter zu beobachten. Bei bedecktem Himmel fehlt die Erwärmung der Umgebungsluft als Antrieb des gesamten Prozesses.
Entsprechend den spezifischen landschaftlichen Voraussetzungen für die Bildung eines Kondenswassermoors ist dieser Moortyp äußerst selten. Nach Steiner (1992) sind bis jetzt erst sechs Kondenswassermoore bekannt, die alle in den österreichischen Alpen liegen, etwa in den Schladminger Tauern oder am Hochschwab.

## Vegetation
Die Vegetation von Kondenswassermooren ähnelt jener von Hochmooren, da das Kondenswasser ähnlich nährstoffarm ist wie Regenwasser. Bedingt durch die starke Hangneigung fehlen allerdings offene Wasserflächen und somit auch extrem nässeliebende Arten. Anders als bei Hochmooren ist zudem die Grenze zur umgebenden Vegetation weit weniger scharf ausgebildet. Typischerweise finden sich typische Moorpflanzen wie Torfmoos (Sphagnum) oder Sonnentau (Drosera) vor allem in der unmittelbaren Umgebung der Kaltluftlöcher. Hier, aber auch zwischen den Kaltluftlöchern oder im weiteren Umkreis wachsen auch weitere Arten, die zwar resistent gegen Nässe und Nährstoffmangel sind, aber nicht unbedingt auf Moore beschränkt sein müssen, wie Heidelbeere (Vaccinium myrtillus), Preiselbeere (Vaccinium vitis-idaea) oder Latsche (Pinus mugo). Der Übergang zu "normalen" (zonalen) Pflanzengesellschaften, etwa einem montanen Fichtenwald, erfolgt meist fließend, da der Niederschlag von Kondenswasser mit zunehmendem Abstand zum Kaltluftloch allmählich abnimmt. In manchen, besonders gut entwickelten Kondenswassermooren kann die Moorvegetation aber auch eine geschlossene Decke zwischen den einzelnen Kaltluftlöchern bilden.

## Besonderheiten
Durch das starke Wachstum von Torfmoos und anderen Moorpflanzen zeigen Kondenswassermoore häufig eine besondere Dynamik: Alte Kaltluftlöcher wachsen zunehmend zu und verstopfen, dafür brechen durch den Innendruck der Haldenluft auch wieder neue Löcher auf.
Die Torfmoospolster und die sonstige Vegetation sind mit Feuchtigkeit gesättigt, aus den abgestorbenen Pflanzenteilen kann sich daher Torf bilden. Die Torfschicht ist jedoch stets dünn und nur kleinstflächig ausgebildet, sodass ein Abbau nicht in Frage kommt.

## Beispiele
- Deutschland; In Bayern werden vom Moorentwicklungskonzept Bayern (Hrsg. Bayerisches Landesamt für Umwelt) folgende Standorte von Kondenswassermoren angegeben[1]
- Fagsteingebiet Gotzenalm Untersberg–Berchtesgadener Hochthron
- Eibseegebiet Einhänge zu den oberen Lindergriesen Karwendel
- Rotwand – Kirchanschöring
- Kühberg – untere Gottesackerwände Hintersteiner Tal, Rothspitz, Fellhorn-Kanzelwand
- Ammergauer Alpen: Baumgarten,  Klammspitzzug
- Arberseewand, Kaisersberg (Anzing)
- Roßalm (Chiemgau), vor der Priener Hütte, Hochsalwand/Wendelsteingebiet
- Steinplatte (Fränkische Alb) – Nordflanke

Österreich:
- Im Untertal bei Schladming in der Steiermark befeindet  sich ein Kondenswassermoor, welches zum Teil von Permafrost gespeist wird und von der Universität Graz wissenschaftlich erforscht wird.[2] Darüber hinaus ist das Moor in einem Naturpark auch eine touristische Attraktion.[3]